# Axylia aregashae
Axylia aregashae là một loài bướm đêm trong họ Noctuidae.